# Unterer Neckar Heidelberg - Mannheim
Unterer Neckar Heidelberg - Mannheim este o arie protejată (arie specială de conservare — SAC, sit de importanță comunitară — SCI) din Germania întinsă pe o suprafață de 284,5 ha, integral pe uscat.

## Localizare
Centrul sitului Unterer Neckar Heidelberg - Mannheim este situat la coordonatele 49°27′19″N 8°35′59″E / 49.4553°N 8.5997°E. Aria este situată între Heidelberg și cartierul Neuostheim din Mannheim, de-a lungul râului Neckar, și acoperă zonele a șase orașe și comune.
- Heidelberg: 93,8835 ha = 33 %
- Mannheim: 56,8991 ha = 20 %

- Dossenheim: 8,5348 ha = 3 %
- Ilvesheim: 56,8991 ha = 20 %
- Ladenburg: 14,2247 ha = 5 %
- Edingen-Neckarhausen: 54,0541 ha = 19 %

## Înființare
Situl Unterer Neckar Heidelberg - Mannheim a fost declarat sit de importanță comunitară în ianuarie 2005 pentru a proteja 7 specii de animale. Situl a fost protejat și ca arie specială de conservare în ianuarie 2019.

## Biodiversitate
Situată în ecoregiunea continentală, aria protejată conține 6 habitate naturale: Lacuri eutrofice naturale cu vegetație de tip Magnopotamion sau Hydrocharition, Cursuri de apă de la nivel de câmpie la nivel montan, cu vegetație Ranunculion fluitantis și Callitricho-Batrachion, Râuri cu maluri nămoloase cu vegetație de Chenopodion rubri p.p. și Bidention p.p., Liziere de ierburi înalte hidrofile de câmpie și de nivel montan până la alpin, Fânețe de joasă altitudine (Alopecurus pratensis, Sanguisorba officinalis), Păduri aluvionare cu Alnus glutinosa și Fraxinus excelsior (Alno-Padion, Alnion incanae, Salicion albae).
La baza desemnării sitului se află mai multe specii protejate:
- mamifere (1): castor (Castor fiber)
- pești (6): Alosa alosa, avat (Aspius aspius), Lampetra fluviatilis, Petromyzon marinus, boarță (Rhodeus amarus), somonul (Salmo salar)